# Johan Helmich Romans park

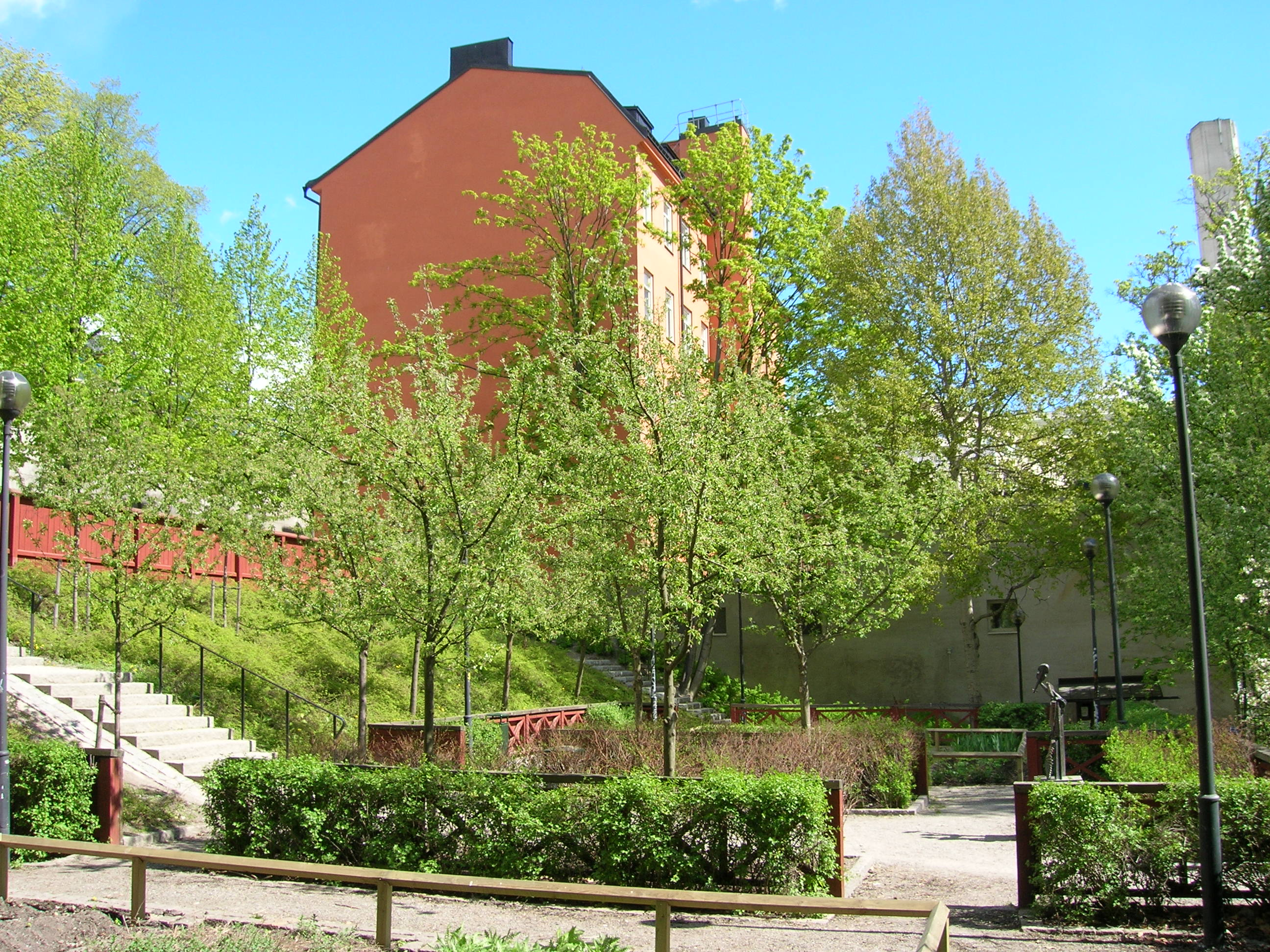
Johan Helmich Romans park, maj 2006.

Johan Helmich Romans park är en park i stadsdelen Södermalm i Stockholm. Parken är namngivenefter tonsättaren Johan Helmich Roman (1694–1758). Han kallas ibland "den svenska musikens fader".

## Allmänt
Parken ligger mellan Högbergsgatan och den gamla järnvägsgraven där stambanan tidigare gick. En gångbro över den förbinder denna park med Fatbursparken. Parken består av terrasserade planteringar med en staty, "Efter festen" av Bitte Jonason Åkerlund, rest 1994. Parken är cirka 50 × 50 meter stor.

## Planerad rivning
Det har tidigare funnits planer på att ersätta parken med två nya bostadshus med en trappgränd mellan Högbergsgatan och Fatbursparken. Markanvisningen gick 2007 till byggföretaget Einar Mattsson. De båda byggnaderna skulle inrymma ca 85 lägenheter, merparten 2–3 r.o.k. med ett fåtal större lägenheter samt 400 m² lokaler för Stadsmissionen och drygt 200 m² affärslokaler. Planarbetet har dock legat vilande under flera år. Förutsättningarna har numera ändrats och detaljplanen avskrevs i juli 2021.